# Cabo Verde en los Juegos Paralímpicos de Tokio 2020
Cabo Verde estuvo representado en los Juegos Paralímpicos de Tokio 2020 por dos deportistas, un hombre y una mujer. El equipo paralímpico caboverdiano no obtuvo ninguna medalla en estos Juegos.